# 538 Friederike
538 Friederike este un asteroid din centura principală, descoperit pe 18 iulie 1904, de Paul Götz.